# Trichodesma zeylanicum
Trichodesma zeylanicum, comúnmente denominada  arbusto del camello o arbusto del ganado, es una hierba o arbusto nativo de Australia.

## Descripción
Crece como hierba erecta o arbusto hasta alcanzar unos 2 m de altura, posee una bien desarrollada raíz principal. Las flores son azules, o raramente blancas.

## Uso comestible
Las hojas se consumen cocidas. Las hojas jóvenes y los brotes son trozados y cocidos junto con otros vegetales tales como amaranto o arvejas; por lo general se le agrega leche de coco o pasta de maní y todo es servido acompañado de arroz.

## Taxonomía
La especie fue inicialmente publicada como Borago zeylanica por Nicolaas Laurens Burman en 1768. En 1810, Robert Brown la transfirió a Trichodesma, pero permaneció en dicho taxón solo hasta 1882, cuando Ferdinand von Mueller la transfirió a Pollichia. En 1891, Otto Kuntze la transfirió a Boraginella, y en 1898 William Philip Hiern la transfirió a  Borraginoides. A pesar de tantos cambios, es la ubicación propuesta por Brown la cual se acepta en la actualidad.
Existen tres variedades reconocidas:
- T. zeylanicum var. grandiflorum
- T. zeylanicum var. latisepalum
- T. zeylanicum var. zeylanicum

## Distribución y hábitat
Se encuentra bastante distribuida en Australia, se le encuentra en Australia Occidental, el Territorio del Norte, Australia Meridional, Queensland y Nueva Gales del Sur.